# 1. florbalová liga žen 1999/2000
1. florbalová liga žen 1999/2000 byla 6. ročníkem nejvyšší ženské florbalové soutěže v Česku.
Soutěž odehrálo 10 týmů systémem dvakrát každý s každým. První čtyři týmy postoupily do play-off. Poslední dva týmy sestoupily.
Vítězem ročníku se poprvé stal tým 1. SC SSK Vítkovice po porážce týmu 1. HFK Děkanka Inservis ve finále. Pro oba týmy to byl nejlepší dosavadní výsledek. Vítěz všech předešlých pěti ročníku, tým Tatran Střešovice, skončil na třetím místě. Vítkovice v tomto ročníku získali i mužský titul.

## Základní část
| Poř. | Tým                          | Záp. | Výh. | Rem. | Pro. | Branky   | Body |
| ---- | ---------------------------- | ---- | ---- | ---- | ---- | -------- | ---- |
| 1.   | Tatran Střešovice            | 18   | 15   | 2    | 1    | 77 : 221 | 32   |
| 2.   | 1. SC SSK Vítkovice          | 18   | 13   | 2    | 3    | 81 : 301 | 28   |
| 3.   | AC Sparta Praha CIEB         | 18   | 12   | 3    | 3    | 87 : 261 | 27   |
| 4.   | 1. HFK Děkanka Inservis      | 18   | 11   | 5    | 2    | 89 : 241 | 27   |
| 5.   | Crazy Girls FBC Liberec      | 18   | 8    | 4    | 6    | 70 : 421 | 20   |
| 6.   | VSK FS Bulldogs Brno         | 18   | 5    | 3    | 10   | 40 : 711 | 13   |
| 7.   | VSK VŠB TU Ostrava           | 18   | 6    | 1    | 11   | 47 : 781 | 13   |
| 8.   | RFK Pohoda Praha             | 18   | 5    | 2    | 11   | 42 : 641 | 12   |
| 9.   | Torpedo Havířov              | 18   | 3    | 1    | 14   | 21 : 102 | 7    |
| 10.  | Vysočina Team Havlíčkův Brod | 18   | 0    | 1    | 17   | 12 : 107 | 1    |

## Play-off
Jednotlivá kola play-off se hrála na dva vítězné zápasy. O třetí místo se hrál jeden zápas.

### Pavouk
|  | Semifinále              | Semifinále              |                     |   | Finále | Finále |
|  |                         |                         |                     |   |        |        |
|  |                         |                         |                     |   |        |        |
|  | 1. SC SSK Vítkovice     | 2                       |                     |   |        |        |
|  | 1. SC SSK Vítkovice     | 2                       |                     |   |        |        |
|  | AC Sparta Praha CIEB    | 1                       |                     |   |        |        |
|  | AC Sparta Praha CIEB    | 1                       | 1. SC SSK Vítkovice | 2 |        |        |
|  |                         |                         | 1. SC SSK Vítkovice | 2 |        |        |
|  |                         | 1. HFK Děkanka Inservis | 1                   |   |        |        |
|  | Tatran Střešovice       | 1. HFK Děkanka Inservis | 1                   | 0 |        |        |
|  | Tatran Střešovice       |                         |                     | 0 |        |        |
|  | 1. HFK Děkanka Inservis | 2                       |                     |   |        |        |

### Semifinále
Tatran Střešovice – 1. HFK Děkanka Inservis 0 : 2 na zápasy
- Děkanka – Tatran 1 : 0 (0:0, 0:0, 1:0)
- Tatran – Děkanka 2 : 3pp (1:0, 1:1, 0:1)

1. SC SSK Vítkovice – AC Sparta Praha CIEB 2 : 1 na zápasy
- Sparta – Vítkovice 2 : 3 (1:1, 1:0, 0:2)
- Vítkovice – Sparta 3 : 5 (0:4, 0:0, 3:1)
- Vítkovice – Sparta 2 : 1 (1:0, 1:0, 0:1)

### Finále
1. SC SSK Vítkovice – 1. HFK Děkanka Inservis 2 : 1 na zápasy
- Děkanka – Vítkovice 2 : 1 (0:0, 2:0, 0:1)
- Vítkovice – Děkanka 2 : 1 (1:1, 1:0, 0:0)
- Vítkovice – Děkanka 3 : 2pp (1:1, 0:1, 1:0)

### O 3. místo
Na jeden zápas.
Tatran Střešovice – AC Sparta Praha CIEB 2 : 0 (0:0, 2:0, 0:0)

### Konečná tabulka
| Pořadí           | Tým                     |
| ---------------- | ----------------------- |
| Zlatá medaile    | 1. SC SSK Vítkovice     |
| Stříbrná medaile | 1. HFK Děkanka Inservis |
| Bronzová medaile | Tatran Střešovice       |
| 4.               | AC Sparta Praha CIEB    |